# Meilleure joueuse du monde de rugby à sept World Rugby
Pour un article plus général, voir Prix World Rugby.
La meilleure joueuse du monde de rugby à sept World Rugby (anciennement meilleure joueuse du monde de rugby à sept IRB), World Rugby Women’s Sevens Player of the Year, est une récompense honorant les plus grandes joueuses internationales de rugby à sept.
Décerné en 2013 pour la première fois par l'International Rugby Board (IRB, actuel World Rugby), le trophée récompense depuis lors chaque année la personnalité féminine de rugby à sept qui a apporté une contribution particulière au jeu et aux résultats de son équipe nationale.

## Historique
Le trophée est créé en 2013 et la néo-zélandaise Kayla McAlister devient la première lauréate titrée meilleure joueuse de l'année

## Lauréates
| Année | Vainqueure          | Nation           | Autres nommées                                       | Référence |
| ----- | ------------------- | ---------------- | ---------------------------------------------------- | --------- |
| 2013  | Kayla McAlister     | Nouvelle-Zélande |                                                      | [ 2 ]     |
| 2014  | Emilee Cherry       | Australie        | Charlotte Caslick, Sarah Goss, Kayla McAlister       | [ 4 ]     |
| 2015  | Portia Woodman      | Nouvelle-Zélande | Charlotte Caslick, Sarah Goss, Nadezda Kudinova      | [ 6 ]     |
| 2016  | Charlotte Caslick   | Australie        | Emily Scarratt, Portia Woodman                       | [ 8 ]     |
| 2017  | Michaela Blyde      | Nouvelle-Zélande | Ghislaine Landry, Ruby Tui                           | [ 10 ]    |
| 2018  | Michaela Blyde      | Nouvelle-Zélande | Sarah Goss, Portia Woodman                           | [ 12 ]    |
| 2019  | Ruby Tui            | Nouvelle-Zélande | Sarah Hirini, Tyla Nathan-Wong                       | [ 14 ]    |
| 2020  |                     |                  | édition spéciale du fait de la pandémie de Covid-19  |           |
| 2021  | Anne-Cécile Ciofani | France           | Sarah Hirini, Alowesi Nakoci et Reapi Ulunisau       | [ 17 ]    |
| 2022  | Charlotte Caslick   | Australie        | Maddison Levi, Amee-Leigh Murphy Crowe, Faith Nathan | [ 18 ]    |
| 2023  | Tyla Nathan-Wong    | Nouvelle-Zélande | Michaela Blyde, Maddison Levi, Reapi Ulunisau        | [ 19 ]    |
| 2024  | Maddison Levi       | Australie        | Michaela Blyde, Jorja Miller                         | [ 20 ]    |